# Lee Myeong-se
Dans ce nom coréen, le nom de famille, Lee, précède le nom personnel.
Pour les articles homonymes, voir Lee.
Lee Myeong-se (이명세) est un scénariste, réalisateur et producteur sud-coréen, né en 1957 à Baekmajang.

## Biographie
En 2011, il est président du jury international de la 17e édition du festival international des cinémas d'Asie de Vesoul.

## Filmographie

### En tant que scénariste
- 1989 : Gagman
- 1990 : The Dream (Ggum)
- 1990 : Mon amour, mon épouse (Naui sarang naui shinbu)
- 1993 : Premier Amour (Cheot sarang)
- 1995 : Bitter and Sweet (Namjaui goerowe)
- 1996 : L'Amour fou (Jidokhan sarang)
- 1999 : Sur la trace du serpent (Injeong sajeong bol geot eobtda)
- 2005 : Duelist (Hyeongsa)
- 2007 : M

### En tant que réalisateur
- 1989 : Gagman
- 1990 : Mon amour, mon épouse (Naui sarang naui shinbu)
- 1993 : Premier Amour (Cheossalang)
- 1995 : Bitter and Sweet (Namjaui goerowe)
- 1996 : L'Amour fou (Jidokhan sarang)
- 1999 : Sur la trace du serpent (Injeong sajeong bol geot eobtda)
- 2005 : Duelist (Hyeongsa)
- 2007 : M

### En tant que producteur
- 2005 : Duelist (Hyeongsa)
- 2007 : M

## Distinctions

### Récompenses
- Festival du film Asie-Pacifique 1991 : Prix du meilleur réalisateur débutant pour Mon amour, mon épouse
- Festival du film Asie-Pacifique 1993 : Prix Spécial du Jury pour Premier Amour
- Blue Dragon Film Awards 1999 : Prix du meilleur film pour Sur la trace du serpent
- Festival du film asiatique de Deauville 2000 : Prix du meilleur film et du meilleur réalisateur pour Sur la trace du serpent

### Nomination
- Paeksang Arts Awards 2006 : Prix du meilleur réalisateur pour Duelist